# Amalia (film 1914)
Amalia è un film del 1914, diretto da Enrique García Velloso, su sceneggiatura di Eugène Py, basato sul romanzo storico omonimo di José Mármol. Si tratta del primo lungometraggio prodotto in Argentina. Gli interpreti erano attori dilettanti dell'alta società di Buenos Aires. Il film ha avuto la sua prima proiezione, a scopo di beneficenza, al teatro Colón di Buenos Aires.

## Trama
Buenos Aires, 2º/3º decennio del XIX secolo.
Approfittando della notte Daniel Bello porta in segreto l'amico Eduardo Belgrano, ferito, a casa della propria cugina Amalia, perché venga curato. Il motivo di tale segretezza è che Eduardo è un unitarista, avversario politico del federalista Juan Manuel de Rosas, governatore di Buenos Aires e capo della corrente preponderante in Argentina ai tempi delle guerre civili.
Della stessa fazione di de Rosas è l'intrigante doña Maria Josefa, che cerca di contrastare il partito avverso innanzitutto cercando di suscitare la gelosia della fidanzata di Daniel, Florencia Dupasquier, e poi incitando il focoso e intransigente Mariño a fare la corte ad Amalia, sapendo che verrà rifiutato e contando sul suo tentativo di vendetta. Amalia infatti si è innamorata, ricambiata, di Eduardo, e Mariño, dopo un ballo di gala, tenta un agguato nel barrio di Barracas ai danni di Amelia, ma viene allontanato da Daniel e Eduardo, che nel frattempo si è ripreso.
Più avanti Maria Josefa smaschera Eduardo e lo individua come l'avversario unitarista ricercato: da allora egli deve nascondersi da un conoscente di Daniel, dove ha contatti col circolo di cospiratori di Juan Lavalle. Mariño non demorde, e la stessa Amalia è costretta a nascondersi in un'altra casa. Da lì, insieme a Daniel, Eduardo, Florencia e sua madre, che la raggiungono, mentre il cerchio si stringe attorno a loro, non può far altro che mettersi in salvo imbarcandosi clandestinamente per l'Uruguay.